# Motniški pranger
Motniški pranger je eden izmed najmlajših še ohranjenih sramotilnih stebrov v Sloveniji. Nahaja se v središču vasi Motnik v parku pod lipami. Trenutni pranger ne odraža svojega prvotnega izgleda. Sestavljali so ga namreč baročno profiliran okrogli podstavek, nanj pritrjen štirioglat steber z vklesano letnico 1793 in na vrhu stebra postavljena kamnita krogla. Meril je skoraj 2 metra v višino in 25 centimetrov v širino. Pranger je prvotno stal sredi Motnika pred Grabnarjevo hišo, a ga je l. 1855 nekdo razbil. Steber je bil nato vrsto let vzidan v drugo znamenje, sedanjo podobo pa je dobil po letu 1940.
Za privezovanje k sramotilnemu stebru v Motniku ni neposrednih dokazov, zato mu ni mogoče z gotovostjo pripisati tipičnih (zgodovinskih) lastnosti prangerjev (npr. neposredne povezave s sojenjem, funkcije kaznovanja in prevencije, izvajanja kaznovanja ob sejemskih dnevih, ko obsojenci niso imeli možnosti izogiba množičnemu zasmehovanju). Kljub temu je zelo verjetno, da je tudi Motniški pranger služil izvršilnokazenski funkciji in to celo pred letom 1793, a v drugačni, najverjetneje leseni obliki. Zgodovinsko gledano je bila namreč priklenitev ali privez kaznovane osebe k stebru tipična (edina) funkcija takšnih stebrov (navedeno izhaja npr. iz mestnih statutov in pravnih kodifikacij). Sklep podpira tudi dejstvo, da je avstrijski nadvojvoda Ernest Železni Motnik l. 1423 z motniško trško ustanovno listino povzdignil v trg. S tem je pridobil pravico do lastnega civilnega in nižjekazenskega sodstva v skladu z zahtevo taistega nadvojvode iz l. 1411, da mora vsak štajerski trg imeti lastno sodstvo. Sramotilne naprave so namreč (predvsem po krogli na vrhu) največkrat kazale ravno na oblast nižjega sodstva in trške pravice. Na uporabo prangerja v kaznovalne namene lahko nakazuje tudi dejstvo, da so v Motniku t. i. »knežjo svoboščino«, ki je pomenila ustavitev vseh javnih postopanj v sodnih zadevah, razglasili tako, da so v pranger vtaknili leseno roko, ki je držala meč, znamenje nižje sodne pravice in tržnega varstva. Tudi ustno izročilo v Motniku je še leta 1940 pomnilo to vrsto kazni. Na uporabo motniškega prangerja lahko navsezadnje kaže legenda o motniškem polžu. Motniški župan ga je kupil od lokalnega berača, ki mu je obljubil, da se bo polž močno zredil in bo tako prav nalašč za velikonočno pojedino. Župan ga je priklenil k prangerju in redil. Za veliko noč je vse vaščane povabil na koline. Ko so polžu prerezali goltanec, je kri oškropila vse prisotne. Dosegla je celo cerkveni zvonik na Ločici, ki je še danes na zahodni strani rdeč.
Sramotilne stebre so začeli odstranjevati v 18. stoletju, ko so se počasi širile razsvetljenske ideje in ko je sodstvo vedno bolj prevzemala država; nekatere mestne, trške in patrimonialne oblasti pa so jih prav v tem času kljubovalno postavljale kot vidni dokaz svoje sodne veljavnosti, kamor bi lahko umestili tudi (nov) motniški pranger. Sodobnega pomena prangerjev ne dokazujejo zgolj odloki o njihovi razglasitvi za kulturno dediščino, temveč tudi vsakoletno prirejena »prangerijada«, ki je ravno v preteklem letu potekala v Motniku. Gre za prireditev, na kateri se srečajo predstavniki krajev, ki imajo še ohranjen pranger. Osrednji del prireditve zajema predstavitev prangerja, nahajajočega v kraju, v katerem prireditev v tistem letu poteka, sledi predstavitev ostalih sramotilnih stebrov, prikaže pa se tudi postopek sojenja in izvršitve kazni na prangerju. Leta 2024 bo »prangerijada« izvedena že sedemindvajsetič.